# 建始县
建始县是中国湖北省恩施土家族苗族自治州辖下的一个县，原属四川省。总面积为2659平方公里，常住人口約42万人。县人民政府駐建設路34號。

## 历史
根據考古發掘資料，距今二百一十五萬年，已經有直立人在建始縣生息繁衍. 
- 三国·吴永安三年（260年）置县，隶属荆州，是为建始建置之始。
- 西晋太康五年（265年）省后复置，属荆州建平郡。
- 北周建德三年（574年）改置业州，隋大業初年（605年）废州置县，属清江郡；義寧二年（618年）复置业州；
- 唐貞觀八年（634年）再废州，以县属施州。
- 宋属夔州路施州
- 元属四川行省夔州路施州。
- 明洪武四年（1371年）裁施州，直屬四川省夔州府[2]；
- 洪武九年（1376年）四月，夔州府改為散州，建始縣往屬四川省重慶府[3]。
- 洪武十年(1377年)五月，夔州升為直隸州，建始縣屬四川省夔州直隸州[4]。
- 洪武十三年(1380年)十一月，升夔州直隸州為府，屬四川省夔州府[5]。
- 洪武十四年(1381年)五月，復置施州，分建始縣隸之，屬四川省夔州府施州[6]。
- 洪武二十三年(1390年)，再裁施州，建始縣還屬四川省夔州府[7]。
- 雍正十三年（1735年），改建始縣往屬湖北省新設施南府[8]。
- 民国元年（1912年）废府存县，直属湖北省；民国25年（1936）属湖北省第七行政督察区。
- 1949年11月5日后属恩施专区（1970年改恩施地区，1983年改鄂西土家族苗族自治州，1993年改恩施土家族苗族自治州）。[9]

## 行政区划
建始县下辖7个镇、3个乡：
业州镇、高坪镇、红岩寺镇、景阳镇、官店镇、花坪镇、长梁镇、茅田乡、龙坪乡和三里乡。

## 地理
建始县位于鄂西南山区北部，东连巴东县，以野三河为界；西接恩施市，以太阳河为界；南邻鹤峰县，以长河、茶寮河为界；北与重庆市巫山县毗连；西北与重庆市奉节、巫山两县接壤。南北长89公里，东西最宽64.5公里，最窄处12.5公里，总面积2666.55平方公里。全县最高点北部太平峰海拔2090.1米，最低点东南部野三口（汇入清江处）海拔213米，平均海拔1152米。
北部属巫山，南部属武陵山脉。
主要河流有清江干流景阳河段、野三河、马水河、太阳河、东龙河、闸木水河、刀龙河、伍家河、猪耳河等。至2001年底，全县建有四十二坝、小溪口二座中型水库及小(Ⅰ)型水库5座、小(Ⅱ)型水库8座。另有正在建设中的野三河水电站。

## 交通
- 公路：209国道、318国道、沪渝高速公路
- 铁路：宜万铁路[12]

## 人口
恩施州第七次全国人口普查公报显示：建始县常住人口为411622人，男性人口占比50.87%，女性人口占比49.13%，年龄结构中0-14岁占比16.19%，15-59岁占比60.41%，60岁以上占比23.4%，65岁以上占比18.08%。
2000年全县有汉、土家、苗、回、满、蒙古、侗、畲、白、彝、维吾尔、朝鲜、壮、藏、瑶等15个民族，其中汉族占总人口的63.7%。

## 经济
| 建始县国内生产总值列表 | 建始县国内生产总值列表 | 建始县国内生产总值列表 | 建始县国内生产总值列表 | 建始县国内生产总值列表 |
| ---------------------- | ---------------------- | ---------------------- | ---------------------- | ---------------------- |
| 年                     | 年                     |                        | GDP                    | GDP                    |
| 2000                   | 2000                   |                        | 16.3010                | 16.3010                |
| 2001                   | 2001                   |                        | 15.3836                | 15.3836                |
| 2002                   | 2002                   |                        | 15.1748                | 15.1748                |
| 2003                   | 2003                   |                        | 15.5003                | 15.5003                |
| 2004                   | 2004                   |                        | 18.9000                | 18.9000                |
| 2005                   | 2005                   |                        | 19.6833                | 19.6833                |
| 2006                   | 2006                   |                        | 21.4347                | 21.4347                |
| 2007                   | 2007                   |                        | 24.1                   | 24.1                   |
| 2008                   | 2008                   |                        | 28.5                   | 28.5                   |
| 2009                   | 2009                   |                        | 33.04                  | 33.04                  |
| 单位：亿元             |                        |                        |                        |                        |

工业有卷烟、采矿、化工等门类。2007年全县实现GDP24.1亿元。

## 教育
2007年全县有中学25所，小学222所，中等专业学校3所，特殊教育学校1所。全县共有专任教师3983人，在校学生67464人。

## 医疗卫生
2007年全县有医院2所、卫生院10所，拥有床位973张。

## 风景名胜
- 石鼓门公园
- 野三河天桥
- 黄显极墓
- 朝阳观旅游风景区
- 花坪镇村坊村鸡公岭飞拉达
- 全国重点文物保护单位：建始直立人遗址
- 湖北省文物保护单位：石柱观、巨猿化石洞、头坝堰崖墓群、五阳书院、景阳天主教堂

## 历代名人
- 魏武英
- 吴经明
- 吴国柄
- 吴国桢
- 朱和中
- 张仲曦
- 荣祥威